# Forstakademie Mariabrunn
Die k. k. Forstakademie Mariabrunn war eine der ersten forstwissenschaftlichen Hochschulen in Österreich. Sie befand sich im Kloster Mariabrunn bei Wien, heute Hadersdorf-Weidlingau (Wien 14).

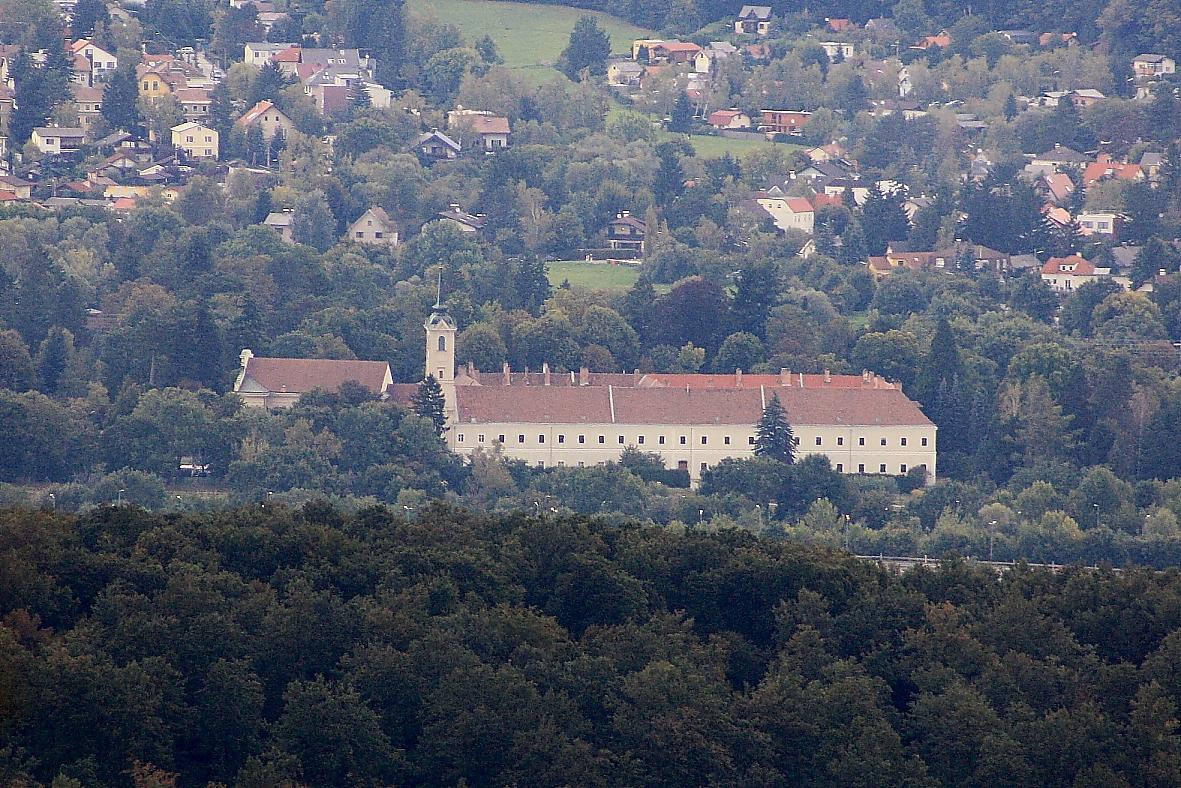
Das ehemalige Kloster Mariabrunn. Südansicht von der Hubertuswarte

## Geschichte
Die k.k. Forst-Lehranstalt zu Mariabrunn wurde 1813 gegründet. Nachdem 1828 die Unbeschuhten Augustiner-Eremiten das Kloster Mariabrunn aufgegeben hatten, kam die bereits bestehende kaiserliche Forstakademie in das Klostergebäude. Sie unterstand dem k.k. Ackerbau-Ministerium.
Daneben bestand im oberungarischen Schemnitz (heute: Banská Štiavnica, Slowakei) von 1824 bis 1904 eine Berg- und Forstakademie, seit 1867 unter der Aufsicht der königlich-ungarischen Regierung in Budapest.
Ab dem Schuljahr 1868/69 wurde, bei gänzlich umgestaltetem Unterricht, die k.k. Forstlehranstalt Mariabrunn als Hochschule geführt, die für den Eintritt in das Studium eine gute obere Mittelschulbildung und einige Bekanntschaft mit dem Walde voraussetzte.
1875 wurde im Auftrag der k.k. Regierung das Studium an der k.k. Forstakademie in Mariabrunn in die Hochschule für Bodenkultur in Wien übergeleitet, deren forstliche Sektion im 8. Bezirk, Skodagasse 17, errichtet wurde. Mit der Überleitung wurde Wilhelm Exner, zuvor Professor an der Forstakademie, dann ihr letzter Direktor und später einer der bekanntesten Technologen Österreichs, betraut.
Heute befindet sich im Klostergebäude das Bundesforschungs- und Ausbildungszentrum für Wald, Naturgefahren und Landschaft des Landwirtschaftsministeriums mit einem kleinen Forstmuseum.
An die Lehranstalt erinnern heute im 14. Wiener Gemeindebezirk die Straßennamen Forstschulstraße, Mariabrunner Straße, Josef-Schlesinger-Straße, Karl-von-Böhmerle-Gasse, Josef-Ressel-Straße und Oskar-Simony-Straße. An ihren letzten Direktor erinnert die Wilhelm-Exner-Gasse im 9. Bezirk.
An den Forstfachmann und Erfinder der Schiffsschraube Josef Ressel (Schreibweise hier: Joseph) erinnert in Mariabrunn eine Gedenksäule mit seiner Bronzebüste.

## Persönlichkeiten
- Johann Baptist Anton Schmitt (1775–1840), Forstwissenschaftler, von 1812 bis 1837 Professor der Forstkunde
- Josef Ressel (1793–1857), Erfinder, studierte 1814–1817 in Mariabrunn
- Heinrich Karl (1796–1885), Oberforstmeister und Abgeordneter, studierte 1821–1823 in Mariabrunn
- Gottlieb von Zötl (1800–1852), Forstwissenschaftler, studierte von 1823 bis 1825 in Mariabrunn
- Leopold Grabner (1802–1864), Forstwissenschaftler, studierte bis 1827 an der Akademie, von 1833 bis 1847 Professor
- Rudolf von Feistmantel (1805–1871), Forstwirt, studierte 1825–1827 in Mariabrunn
- Adalbert Stifter (1805–1868), Maler und Schriftsteller, war 1837–1841 an der Forstlehranstalt angestellt
- Karl Breymann (1807–1870), Forstwissenschaftler und Mathematiker, Studium von 1825 bis 1828, Professur von 1852 bis 1870
- Franz Großbauer Edler von Waldstätt (1813–1887), Professor für Forstnaturkunde an der k.k. Forstlehranstalt Mariabrunn von 1839 bis 1876[3]
- Josef Schlesinger (1831–1901), ordentlicher Professor für Mathematik, Geometrie und Mechanik ab 1871
- Johann Oser (1833–1912), Professor für organische Chemie, Bodenkunde und forstlich-chemische Technologie von 1867 bis 1875
- Julius Wiesner (1838–1916), Botaniker, ordentlicher Professor von 1870 bis 1873
- Wilhelm Exner (1840–1931), Professor in Mariabrunn ab 1868, Leiter ab 1875
- Arthur von Seckendorff-Gudent (1845–1886), Professor in Mariabrunn ab 1870
- Edmund Mach (1846–1901),  Agrikulturchemiker und Önologe